# نرکین بازمابرد
نرکین بازمابرد (به ارمنی: Ներքին Բազմաբերդ) یک شهرک در ارمنستان است که در استان آراگاتسوتن واقع شده‌است. نرکین بازمابرد در ۳۷ کیلومتری شمال غربی آشتاراک، مرکز استان آراگاتسوتن واقع شده‌است.

## خصوصیات
نرکین بازمابرد ۱٬۸۰۲ نفر جمعیت دارد و در ارتفاع ۱۶۰۰ متر بالاتر از سطح دریا قرار گرفته‌است.
| سال   | ۱۸۳۱ | ۱۸۹۷ | ۱۹۲۶ | ۱۹۳۹ | ۱۹۵۹ | ۱۹۷۰ | ۱۹۷۹ | ۲۰۰۱ | ۲۰۰۴ | ۲۰۰۹ | ۲۰۱۰ | ۲۰۱۲ |
| جمعیت | ۵۳   | ۶۱۷  | ۴۲۶  | ۷۴۶  | ۸۴۸  | ۱۲۵۲ | ۱۲۷۳ | ۱۴۰۸ | ۱۵۳۱ | ۱۳۹۷ | ۱۴۴۹ | ۱۸۰۲ |